# エドワード・オズボーン (初代準男爵)
初代準男爵サー・エドワード・オズボーン（英: Sir Edward Osborne, 1st Baronet、1596年12月12日洗礼 – 1647年9月9日）は、イングランド王国の庶民院議員。初代ストラフォード子爵トマス・ウェントワースの支持者であり、1633年から1641年まで北部評議会副議長を務め、清教徒革命期には王党派の1人だった。イングランド共和国に一時財産を没収され、それを取り戻す代償として年収の1.5倍以上に相当する罰金を課された。初代リーズ公爵トマス・オズボーンの父にあたる。

## 生涯
サー・ヒューエット・オズボーン（ロンドン市長エドワード・オズボーンの息子）と妻ジョイス（Joyce、トマス・フリートウッドの娘）の息子として生まれ、1596年12月12日にロンドンのセント・ベネット・グレースチャーチで洗礼を受けた。1599年9月、わずか2歳で父を失ったため、イングランド女王エリザベス1世が後見人になった。オズボーンの母と母の兄弟にあたるジョージ・フリートウッドは1600年に420ポンドでオズボーンの後見権を買い上げた。その後、オズボーンの母は1604年にサー・ピーター・フレッチュヴィルと再婚した。
1619年2月にパースローズ・マナーを1,150ポンドでウィリアム・ファンショーに売却し、代わりにヨークシャーでの領地を拡大した後、1620年7月13日にイングランドの準男爵に叙された。1625年よりヨークシャーのキヴィトンに住んだ。同年秋にノッティンガムシャー州長官に選出されたが、海外に滞在していたため就任しなかった。1629年にウェスト・ライディング・オブ・ヨークシャーの、1633年にノース・ライディング・オブ・ヨークシャーとイースト・ライディング・オブ・ヨークシャーの治安判事に任命され、1635年にヨークシャーの副統監に任命された。
1628年初に初代準男爵サー・ジャーヴァス・クリフトンの後援を受けてイースト・レットフォード選挙区で立候補して、庶民院議員に当選した。後援を受けた理由は継父フレッチュヴィルの父の1人目の妻がクリフトンのおばだったためとされる。もっとも、オズボーンが1度目の議員期で演説した記録はなかった。
政界では初代ストラフォード子爵トマス・ウェントワースの支持者であり、ストラフォードがアイルランド総督に就任すると、1633年に（オズボーンが1629年より評議員を務めていた）北部評議会副議長に任命された。1640年4月から5月までの短期議会ではヨーク選挙区から選出されて議員を務めた。1640年11月の長期議会ではベリック＝アポン＝ツイード選挙区から選出されたが、同年12月7日に当選無効が宣告された。
清教徒革命で王党派に属したため、1640年ごろに治安判事を退任、1641年に北部評議会副議長からも退任した。1642年に初代ニューカッスル＝アポン＝タイン伯爵ウィリアム・キャヴェンディッシュ率いる王党派の軍勢に加わったが、1644年に国王軍がマーストン・ムーアの戦いで大敗してしまった。
年収978ポンドの地所を一時没収されたが、最晩年の1647年4月にイングランド共和国より地所を取り戻す代償として罰金1,649ポンドを課された。同年9月9日に死去、ヨークシャーのハートヒル（現サウス・ヨークシャーの一部）で埋葬された。1人目の妻との間の息子が早世したため、2人目の妻との間の息子トマスが爵位を継承した。

## 家族
1618年10月13日、マーガレット・ベラシス（Margaret Belasyse、1624年11月7日没、初代ファウコンバーグ子爵トマス・ベラシスの娘）と結婚、1男をもうけた。
- エドワード（1638年10月31日没） - 生涯未婚[2]

1626年9月12日、アン・ミドルトン（Anne Midelton、1666年8月20日埋葬、トマス・ワルムズリーの娘、ウィリアム・ミドルトンの未亡人）と再婚、2男1女をもうけた。
- ジョイス（1636年5月11日没[4]）
- トマス（1631年 – 1712年） - 第2代準男爵、初代オズボーン子爵、初代ラティマー子爵、初代ダンビー伯爵、初代カーマーゼン侯爵、初代リーズ公爵[2]
- チャールズ（1633年ごろ – 1719年8月7日） - 生涯未婚[4]